# 瓜达穆尔
瓜达穆尔（西班牙語：Guadamur），是西班牙卡斯蒂利亚-拉曼恰托莱多省的一个市镇。总面积38平方公里，总人口1638人（2001年），人口密度43人/平方公里。瓜达穆尔城堡是当地的一座著名建筑。

## 语源
有人认为“Guadamur(阿拉伯語：قدمر)”一名原在阿拉伯语中是“波浪之河(el río de las olas)”的意思。但也有人认为该地名应出自阿拉伯语和拉丁词根的组合词“墙之河(wadi al-mur)”，因为这附近有一处由西哥特人建造的水上建筑工程。

## 友好城市
- 法國 武耶